# Iwan Wasz
Iwan Michajłowicz Wasz (ros. Иван Михайлович Ваш, ukr. Іван Михайлович Ваш, ur. 4 lutego 1904 we wsi Łoza w rejonie irszawskim, zm. 29 września 1966 w Użhorodzie) – radziecki działacz partyjny i państwowy.

## Życiorys
W 1924 wstąpił do KPCz, w latach 1931–1933 studiował na Charkowskim Uniwersytecie Komunistycznym, po powrocie do Czechosłowacki w latach 1933–1936 był instruktorem Zakarpackiego Krajowego Komitetu KPCz, a 1936–1938 I sekretarzem Michajłowieckiego Komitetu Obwodowego KPCz. W 1938 został wcielony do czechosłowackiej armii, z której wkrótce zdezerterował, w latach 1938–1940 prowadził podziemną partyjną działalność komunistyczną, a 1940 wyemigrował do ZSRR. W latach 1941–1944 służył w Korpusie Czechosłowackim, 19 listopada 1944 został członkiem KC Komunistycznej Partii Ukrainy Zakarpackiej (staż partyjny zaliczono mu od roku 1924), w 1945 był szefem Komitetu Bezpieczeństwa Państwowego Ukrainy Zakarpackiej, a w 1946 sekretarzem Zakarpackiego Komitetu Obwodowego KP(b)U. W latach 1951–1952 był przewodniczącym Komitetu Wykonawczego Zakarpackiej Rady Obwodowej, od 7 września 1952 do czerwca 1959 I sekretarzem Zakarpackiego Komitetu Obwodowego KP(b)U/KPU, a od 27 września 1952 do 16 lutego 1960 członkiem KC KP(b)U/KPU, następnie przeszedł na emeryturę. Był odznaczony Orderem Lenina i Orderem Czerwonego Sztandaru Pracy.